# Magnus Olausson
Magnus Oscar Gunnar Olausson, född 29 februari 1956 i Alicante, Spanien, är svensk konstvetare, museiman och hovman. Olausson disputerade 1993 i konstvetenskap vid Uppsala universitet där han 1998 blev docent. Sedan 1986 är Olausson verksam vid Nationalmuseum i Stockholm där han till och med april 2023 var chef för Samlingsavdelningen.  Han utnämndes 2004 till kammarherre.

## Utmärkelser och priser
- H.M. Konungens medalj i guld av 8:e storleken i Serafimerordens band (Kon:sGM8mserafb, 2014) för förtjänstfulla insatser som kammarherre.[2]
- Vitterhetshetsakademiens pris för årets bästa avhandling
- Zibetska priset av Svenska Akademien
- Gustavianska priset av Svenska Akademien
- Priset till Gustaf III:s minne av Svenska litteratursällskapet i Finland.